# 기업전략
기업전략(영어: corporate strategy)이란 기업의 넓은 활동범위에 대한 전략과 장기적인 수익 극대화를 위하여 기업의 개발과 발전을 관리하는 것을 의미한다.

## 비즈니스 모델
기업전략은 비즈니스 모델의 집합체라고 생각 할 수 있다. 비즈니스 모델(businees model)은 기업이 부를 창조하기 위하여 제품과 서비스를 어떻게 생산하고, 인도하며, 판매하는가를 설명하는데, 이는 기업의 성장을 위해 필수적인 요소라고 할 수 있다. 비즈니스 기업은 그들만의 비즈니스 모델을 기반으로 여러 가지 비즈니스 목적을 달성하려고 노력하고 있다. 비즈니스 목적의 예로는 운영수월성, 신규 제품, 서비스 및 새로운 비즈니스 모델, 고객 및 공급자 친밀성, 의사결정환경 개선, 경쟁우위, 생존 등을 들 수 있다.

### 비즈니스 모델 적용사례
윌마트가 세계적인 유통 회사로 자리잡을 수 있게 한 유통망 개선기술과 더불어 레코드판, 테이프, CD등에 근거한 음악 유통 산업을 아이폰, 아이팟, 아이튠즈 음악 서비스 등으로 탈바꿈시킨 애플의 혁신등을 들 수 있다. 또한 UPS 화물추적시스템의 고객 지향적인 서비스는 UPS를 화물 시장에서의 강자로 만들어주었다.

## 기업전략의 유형
기업전략은 크게 두 가지로 나눌 수 있는데, 첫번째는 산업 환경이 미리 정해져 있다고 가정하는 '구조주의 전략', 두번째는 스스로 산업환경을 재정의하기 위해 노력하는 '재건주의 전략'이다. 구조주의와 재건주의 방식의 차이는 정렬의 방식인데, 구조주의 전략을 택할 때에는 비용 절감이나 차별화 중 하나에만 자사의 모든 역량을 쏟아야 하는 반면 재건주의 전략은 비용 절감과 차별화 2가지를 목표로 한다.

### 구조주의 전략
기업이 전략적으로 선택할 수 있는 사항은 사업 환경에 따라 달라진다는 생각 때문이다. 즉 구조가 전략을 결정한다는 뜻이다. 산업 조직 경제학에 뿌리를 두고 있는 이 구조주의적(structuralist) 접근 방법은 지난 30년 동안 기업 전략 수립에서 지배적인 역할을 해왔다. 구조주의의 핵심은 다음과 같이 요약할 수 있다. 기업의 행동이 성과를 결정하며, 기업의 행동은 공급업체나 구매자의 수, 진입 장벽 등과 같은 근본적이고 구조적인 요인의 영향을 받는다. 구조주의적 접근 방법은 ‘외부 환경이 기업의 의사결정에 결정적 영향을 미치기 때문에 기업은 외부 환경을 활용하기 위해 노력해야만 한다’는 일종의 결정론적인 세계관에 근거하고 있다.

### 재건주의 전략
비즈니스 역사를 조금만 살펴보더라도 기업의 전략이 산업 구조 자체를 형성한 수많은 사례가 있다. 포드의 T형 자동차, 닌텐도의 게임기 Wii 등이 대표적이다. 지난 15년 동안 블루오션 전략이라고 알려진 전략 이론이 발전되어 왔다. 블루오션 전략은 기업의 성과가 반드시 해당 산업의 경쟁 환경에 의해 결정되지는 않는다는 사실을 반영하고 있다. 블루오션 전략은 기업이 체계적으로 산업을 재건하고 전략 순서를 자신이 원하는 방향으로 바꾸어놓는 데 도움을 준다.
블루오션 전략은 내생적 성장이라고 불리는 신흥 경제학 이론에 바탕을 두고 있다. 개개인 혹은 개별 기업의 생각 및 행동이 경제 산업 환경을 형성한다는 게 내생적 성장 이론의 핵심이다. 이러한 접근 방법을 ‘재건주의적’ 방법이라고 한다.

## 기업전략의 선택
빠르게 변화하는 현대 사회에서는 올바른 전략만이 경쟁체제 사회에서 살아남을 수 있는 방법이다. 올바른 전략에 대한 접근 방법을 결정짓는 3가지 요소는 해당 조직이 속해 있는 업계의 구조적 환경, 조직이 갖고 있는 자원 및 역량, 전략적인 마음가짐(mind-set)을 들 수 있는데, 어느 것 하나 중요하지 않은 것이 없다. 수익을 창출 해야되는 기업의 입장에서는 산업 매력도가 크게 없음에도 불구하고 이익 발생이 거의 확실시 되는 산업에는 구조주의적 전략을 채택하여 이미 이루어진 기반을 토대로 예상된 이익을 얻을 필요가 있다. 이와 반면, 공급이 수요를 능가하며 경쟁이 치열하고 이윤이 낮은 업계에서는 재건주의적 접근 방법을 택해 새로운 전략을 세워야 한다. 산업 매력도가 높다 해도 당신이 몸담고 있는 조직이 기존 업체와 달리 확고부동한 입지를 확보하지 못했을 수도 있기 때문이다.

## 같이 보기
- 사업모형
- 정보시스템
- 아웃소싱
- 수평적통합
- 수직적통합
- 다국적기업